# Robert J. Whiteley
Robert J. Whiteley, né en 1971, est un astronome américain.

## Biographie
Il travaille à l'Université d'Hawaï. Whiteley a entre autres découvert 1998 DK36 qui pourrait être le premier astéroïde apohele à avoir été observé bien qu'il soit actuellement perdu.
Le Centre des planètes mineures le crédite de la découverte de onze astéroïdes, effectuée entre 1998 et 2000, la quasi-totalité avec la collaboration de David James Tholen.
L'astéroïde (20460) Robwhiteley lui a été dédié,.
| (49036) Pélion | 21 août 1998 |